# Ikoyi
Ikoyi est un quartier huppé de Lagos, situé dans la zone de gouvernement local d'Eti Osa

## Localisation
Ce quartier se trouve au nord-est d'Obalende, au bord de la lagune de Lagos et jouxte l'île de Lagos à l'ouest.

## Histoire
Pendant l'ère coloniale, ce territoire a été un cantonnement résidentiel pour la communauté britannique expatriée. Il conserve encore des résidences coloniales construites entre 1900 et 1950. Après la période coloniale, certaines de ces habitations ont été rénovées, et des propriétés résidentielles privées haut de gamme construites. L'une des principales attractions d'Ikoyi est Awolowo Road, qui est une grande rue bordée de boutiques et de boutiques haut de gamme. En raison de sa proximité avec l'île Victoria et l'île de Lagos, une partie du tourisme de Lagos est centrée sur Ikoyi, qui est aussi un quartier d'affaires,. La Lagos Preparatory School, une école privée bien connue, est située à Ikoyi.

## Personnalités liées à Ikoyi
- Amaka Osakwe